# Wied (flod)
Wied   er en flod i  den tyske delstat Rheinland-Pfalz, og en af Rhinens bifloder fra øst, med en længde på 102 km. Floden løber hovedsageligt mod sydvest gennem Westerwald. Den har sit udspring ved Linden. Wied løber gennem Altenkirchen, Neustadt og Waldbreitbach, og munder ud i Rhinen i Neuwied.